# Per Johan Böklin
Per Johan Böklin, född den 22 mars 1796 i Osby socken, Kristianstads län, död den 5 augusti 1867 i Köpinge församling, Kristianstads län, var en svensk präst, kyrkoherde och pedagog.
Böklin blev 1818 student och 1820 filosofie magister i Lund. Han utnämndes 1820 till kollega och 1832 till rektor vid Kristianstads skola. Böklin prästvigdes 1830 och blev 1840 kyrkoherde i Köpinge och Lyngsjö, en post han tillträdde 1843. Han fick 1849 prosttitel. Böklin, som  var en av 1800-talet stora svenska pedagoger, var verksam som läroboksförfattare och -utgivare. Under sin tid som rektor vid Kristiansstads skola utvecklade han skolvändendet där genom inrättandet av en "allmän barnskola", kombinerad med ett lärarseminarium för utbildning av lärare i växelundervisning, samt 1835 en borgarskola för hantverkslärlingar, den första i sitt slag i landet. Sin framstegsvänliga uppfattning i undervisningsfrågor utvecklade han i en serie artiklar Om folkbildningen (1840) i den liberala tidningen Skånska posten, som han varit med om att grunda.  
Han kom att spela en viktig roll i Fredrika Bremers utveckling, dels som handledare av hennes studier, dels senare genom deras personliga kontakt. Han friade till henne men fick nej, men deras vänskap fortsatte. När Böklin blivit välbeställd kyrkoherde i Köpinge inredde han på prästgården efter sin hustrus förslag ett särskilt rum, som skulle heta Fredrikas. Där bodde Fredrika Bremer när hon kom och hälsade på. Aldrig upphörde Bremer att prisa Försynen för att hon fått en sådan vän som Böklin. "Jag vet, hur det skall kännas i himmelen! Det skall kännas så ljuvt och fritt, som det blev i mitt hjärta efter läsningen av ditt senaste brev. Och huru ofta har icke du väckt detta liv i min själ! Tack! innerligen tack!" skriver hon till exempel år 1841.